# 名誉役員
名誉役員（めいよやくいん）とは、以下のことを指す。
- 社団・財団、企業などの経営者や役員を務めた者が辞任後も名目上の役員、ないし役員待遇者として付与される職位や身分の総称。
- 但し、政党、社団、企業の中には役員を引退した者に「名誉役員」の呼称そのものを職名または称号として付与する例もある(例：日本共産党)。

## 名誉役員とは
主に社団法人や財団法人、株式会社など企業の経営者または役員であった者が辞任後に付与される身分(職名・称号)の総称である。名誉役員の具体的な職名はその組織の規定に基づく。例えば、日本バスケットボール協会のように名誉会長、最高顧問、顧問、参与の4職を置く例もあれば、日本サッカー協会のように、名誉総裁、名誉会長、相談役、最高顧問、顧問及び参与を置く法人もある。設置する職名等もさることながら権限についてはその法人の行事に出席する権利が付与される場合、議決権の規定はないものの理事会の諮問に応じることができる場合など報酬や権限についても法人により異なる。
企業については代表取締役たる社長以下取締役または執行役員たる専務、常務で取締役会を構成し、社長を引退した者が会長、名誉会長、相談役、顧問、名誉理事などに退くケースが多く、無報酬である場合も多い。しかし、会長のまま代表権を持つ場合や役員引退後も相談役などとして影響力を持つ場合も少なくなく、コンプライアンス上の問題や株主、世情の批判を受ける場合も多く、いわゆる企業の名誉役員については縮減の方向に向かっている。

### 職名・称号としての名誉役員
上述の通り、名誉役員はいわば名誉職たる役員の総称だが、名誉役員そのものが職名として規定されている場合もある。政党の事例では日本共産党が規約で名誉役員を定めている。従来、共産党では規約にて「名誉役員や顧問を置くことができる」と規定し、この規定をもとに名誉役員の具体的な職名として名誉議長や名誉幹部会委員の呼称を運用。名誉議長に元議長の宮本顕治が任命され、党内に大きな影響力を保ってきた。しかし、2000年11月の党大会で規約から顧問の職を除外し、名誉議長と名誉幹部会委員の職名を名誉役員に一本化した。宮本も名誉議長の職を廃され、名誉役員に移行し、このときから党に対する影響力もなくなったとされる。企業の事例では、松下電工などで名誉役員の職名があり、2004年に三重県監査委員に就任した秋月功も松下電工名誉役員であった。財団等の事例としては米国で日本料理店「しんばし」を経営し、米国における和食ブームの先駆けとしても知られる細田婦美子はニューヨークのメトロポリタン歌劇場名誉役員を務めていた。

## 名誉役員の職名呼称一覧（例）

### 政党の名誉役員
- 顧問
- 特別顧問
- 名誉顧問
- 最高顧問
- 名誉会長
- 名誉主席/名誉副主席
- 名誉党首/名誉副党首
- 名誉議長/名誉副議長
- 名誉委員長/名誉副委員長
- 名誉委員
- 名誉幹事
- 名誉塾長/名誉塾頭
- 名誉役員

### 医療・社会福祉法人における名誉役員
- 名誉理事長/名誉副理事長
- 名誉理事
- 名誉評議員
- 名誉院長/名誉副院長
- 名誉園長/名誉副園長
- 名誉苑長
- 名誉部長

### 学校法人における名誉役員
- 名誉学園長
- 名誉理事長/名誉副理事長
- 名誉理事/名誉監事
- 名誉評議員
- 名誉参与/名誉参事

### 社団・財団その他の法人の名誉役員
- 名誉総裁/名誉副総裁
- 名誉会長/名誉副会長
- 名誉会頭/名誉副会頭
- 名誉コミッショナー
- 名誉最高顧問/名誉特別顧問
- 名誉顧問/名誉副顧問
- 名誉理事長/名誉副理事長
- 名誉理事
- 名誉評議員
- 名誉特別委員/名誉委員
- 名誉代表
- 名誉参与/名誉参事
- 名誉主幹/名誉主宰/名誉主筆/名誉編集長
- 名誉代表幹事/名誉総幹事/名誉幹事
- 名誉代表世話人/名誉世話人
- 名誉主事
- 名誉書記
- 名誉会計
- 名誉座長
- 名誉本部長
- 名誉支部長
- 名誉組合長
- 参与
- 会賓

### 企業の名誉役員
- 会長
- 名誉会長/名誉副会長
- 名誉オーナー/名誉社主
- 名誉CEO
- 名誉副社長
- 名誉頭取
- 名誉理事
- 顧問
- 名誉顧問/名誉最高顧問
- 特別顧問
- 最高顧問
- 相談役
- 名誉相談役
- 名誉総支配人/名誉支配人/名誉副支配人
- 名誉総料理長/名誉料理長
- 名誉役員

### 報道資料
- 『朝日新聞』2004年6月24日朝刊三重1版
- 『朝日新聞』2014年7月27日朝刊
- 『日本経済新聞』2016年5月25日朝刊
- 『日本経済新聞』2016年8月22日朝刊
- 『読売新聞』2011年6月11日東京朝刊
- 『読売新聞』2000年9月27日東京夕刊

### インターネット資料
- 日本サッカー協会ウェブサイト「公益財団法人日本サッカー協会基本規程 (PDF) 」
- 日本バスケットボール協会ウェブサイト「公益財団法人日本バスケットボール協会名誉役員規程 (PDF) 」